# سكوت فينكلر
سكوت فينكلر (بالإنجليزية: Scott Winkler) هو منافس ألعاب قوى أمريكي، ولد في القرن العشرين.